# 테이킹 베버리힐즈
《테이킹 베버리힐즈》(영어: The Taking of Beverly Hills)는 미국에서 제작된 시드니 J. 퓨리 감독의 1991년 액션 스릴러 영화이다. 켄 월, 맷 프루어, 할리 제인 코잭, 로버트 다비 등이 출연하였고, 그레이엄 헨더슨 등이 제작에 참여하였다. 패멀라 앤더슨의 첫 영화 출연작이다.

## 출연
- 켄 월 - 데이비드 "부머" 헤이스 역
- 맷 프루어 - 에드 켈빈 경관 역
- 할리 제인 코잭 - 로라 세이지 역
- 로버트 다비 - 로버트 "뱃" 매스터슨 역
- 리 빙 - 바니 역
- 브랜즈컴 리치먼드
- 라이먼 워드
- 조지 와이너
- 윌리엄 프린스
- 마이클 보언
- 토니 가니오스
- 마이클 올드리지
- 레이먼드 싱어
- 패멀라 앤더슨
- 켄 스워퍼드

## 기타 제작진
- 배역: 니나 액설로드
- 미술: 피터 러몬트
- 세트: 마이클 포드
- 의상: 베치 콕스